# 130-мм корабельная пушка образца 1913 года (Б-7)
130-мм корабельная пушка образца 1913 года (Б-7) — российская и советская корабельная пушка.

## История
1 июня 1911 года Главное управление кораблестроения (ГУКС) выдало Обуховскому сталелитейному заводу (ОСЗ) заказ на создание 130-мм корабельной пушки с длиной ствола в 60 калибров. 2 марта 1912 года чертежи двух вариантов пушки — с гильзовым и картузным заряжанием — были переданы на утверждение в ГУКС. 12 июля 1912 года ГУКС утвердило картузный вариант с длиной ствола 55 калибров.
Для нового орудия ОСЗ разработал полуавтоматический затвор собственной конструкции, но 7 сентября 1912 года из ГУКС последовало указание делать затвор по образцу затворов Виккерса для 120-мм пушек.
В 1912 году ОСЗ изготовил два опытных станка — один с гидравлическим, другой с пружинным накатником. В сентябре 1912 года ГУКС утвердило станок с пружинным накатником.
В апреле 1927 года на полигоне пришли испытания пушки с пружинным досылателем, разработанным заводом «Большевик» (бывш. ОСЗ). Скорострельность достигла 7-8 выстрелов в минуту при угле возвышения +28°, однако ряд выявленных недостатков не позволил принять досылатель на вооружение.
В 1930 году пушку модернизировали на заводе «Большевик» — оснастили досылателем и довели угол возвышения до +40°. Модернизированная установка получила индекс Б-7.
В сентябре 1931 года заводу «Большевик» был дан заказ на переделку 130-мм пушки в полигональную по чертежам Артиллерийского научно-исследовательского морского института (АНИМИ) со сроком готовности 1 октября 1932 год. Однако в 1933 начальник АНИМИ приказал эту работу снять с плана и к 15 декабря 1933 года сделать на одном экземпляре орудия углублённую нарезку.

## Производство
С 1913 по 1917 год ОСЗ было заказано 471 орудий. Первая партия из 130 орудий предназначалась для:
- крейсеров «Муравьёв-Амурский» и «Невельский» — 16
- крейсеров «Светлана» и «Адмирал Бутаков» — 30
- крейсера «Диана» — 10
- трёх линкоров Черноморского флота — 60
- морского полигона — 4.

До 1 января 1917 года завод сдал 143 орудия, в 1917 году планировалось сдать ещё 96, а остальные 232 — в 1918 году. Однако выполнение заказа растянулось до середины 1920-х годов (в июне 1922 года в производстве на ОСЗ находились 47 орудий с готовностью 15-95 %).
В 1913 году на английском заводе Виккерса был размещён контракт на изготовление 100 орудий. Первые 7 пушек были доставлены в Архангельск в начале октября 1914 года. К 16 сентября 1914 года были изготовлены 24 пушки, а остальные 76 находились в производстве. Заказ на станки для этих орудий был размещён на ОСЗ, заводе Виккерса и Николаевском судостроительном заводе.
К началу 1917 года за Морским ведомством числилось 117 орудий.

## Устройство
Тело орудия представляет собой стальную трубу, скреплённую тремя надетыми внатяг цилиндрами, закрытыми внешним кожухом. 30 нарезов глубиной 1 мм с постоянной крутизной в 29,89 калибра. Длина ствола 7019 мм (55 калибров), длина нарезной части 5862 мм.
Затвор поршневой, системы Виккерса, открывается вправо. Заряжание орудия и досылка боеприпасов производится вручную, без применения каких-либо механизмов. Вес поршневого затвора 90 кг, вес ствола с затвором 5290 кг.
Компрессор гидравлический, цилиндр компрессора при откате неподвижен. Длина отката 406 мм, накатник пружинный, состоит из двух одинаковых частей, расположенных по бокам компрессорного цилиндра. Приводы наведения ручные. Подъёмный механизм имеет один сектор.
Серийно выпускался только один тип станка. Модификации 1915 и 1930 года коснулись только угла вертикального наведения. Увеличение угла возвышения достигалось за счёт установки тумбы на специальный барабан и увеличения сектора подъёмного механизма. Соответственно усиливались пружины накатника и изменялся вертлюг.
Высота оси цапф от основания тумбы 1320 мм, от основания барабана 1635 мм. Диаметр основания по центрам фундаментных болтов 1200 мм. Вес откатных частей 5635 кг, качающейся части 7870 кг
Станки оснащались двумя типами щитов: коробчатым (вес 4500 кг, толщина брони: лоб — 76 мм, бока — 25,4 мм, крыша — 15 мм) и башнеобразным (вес 1475 кг, толщина брони 25,4 мм). Полный вес установки с коробчатым щитом и барабаном 17 160 кг.
На береговых батареях орудия устанавливались на бетонном основании диаметром 4,8 м, иногда без щитов. Высота линии огня 1750 мм от бетонного основания. Пушки береговых батарей оснащались прицелом ОСЗ образца 1914 года и системой управления стрельбой «Каземат» с горизонтально-базными дальномерами (базы 1,5 и 4 метра).

## ТТХ
- Калибр: 130 мм
- Длина ствола: 55 калибров
- Угол вертикального наведения: −5/+30° (-5/+40°)
- Угол горизонтального наведения: 360°
- Максимальная скорость наведения:
  - вертикальная: 4 град/с
  - горизонтальная 4 град/с
- Масса: 17160 кг
- Скорострельность: 5-8 выстр./мин
- Масса снаряда: 36,86 кг
- Начальная скорость снаряда: 861 м/с
- Дальность стрельбы: 20300 м

## Боеприпасы
В 1941—1945 году в ВМФ имелись следующие снаряды для 130-мм артсистем (в том числе Б-7, Б-13):
- фугасные (полубронебойные)
- шрапнель
- ныряющие
- осветительные

## Использование

Орудие батареи «А» с крейсера «Аврора» на обороне Ленинграда

Орудия этого типа использовались для вооружения кораблей разных классов. В 1914—1917 годах ими были вооружены черноморские линейные корабли типа «Императрица Мария» и перевооружены крейсера «Кагул» (16 орудий), «Прут» (10 орудий) и другие корабли. В 20-30-х годах этими орудиями перевооружили крейсер «Коминтерн», четыре канонерские лодки типа «Красная Абхазия» и другие корабли.
Планировалось использовать орудия этого типа в качестве противоминной артиллерии на линейных крейсерах класса «Измаил» (по 24 единицы).
Также орудия этого типа использовались для вооружения береговых батарей. Двенадцать пушек, первоначально предназначенных для перевооружения крейсера «Варяг», отправили в Россию. 9 из них передали для обороны острова Эзель. В марте 1917 года вступила в строй четырёхорудийная батарея № 41.
На 1 февраля 1923 года на береговых батареях стояло 12 орудий этого типа, в том числе одна трёхорудийная батарея в Одессе и три трёхорудийные батареи на Кавказском побережье.